# Cyril Genik
Cyril Genik (født 1857, død 12. februar 1925) var en ukrainsk-canadisk indvandringsagent, oversætter, avisejer og samfundsleder. Han beskrives som en person af "historisk betydning i Canada."

## Liv og arbejde
Cyril Genik blev født i Bereziv Nyzhnii i Galicien og studerede i Kolomyja, før han flyttede til Ivano-Frankivsk, hvor han afsluttede sin læreruddannelse. Han modtog en bachelorgrad i Lviv, før han blev udnævnt til lærer i Nadvirna i 1879. I 1882 vendte Genik tilbage til sin hjemby og grundlagde der en skole. Engang i 1880'erne etablerede han en mølle og et andelsselskab. I 1890 blev han valgt til byrådet i Kolomyja. 
Genik mødte på et tidspunkt Joseph Oleskiw, som havde opfordret ukrainerne til at emigrere til Canada. Oleskiw spurgte Genik, om han var interesseret i at lede den næste gruppe af emigranter på deres rejse til Canada og hjælpe dem med bosætningen. Genik accepterede og sammen med sin kone og fire børn, førte han en gruppe på 64 ukrainere til Quebec, hvor de ankom den 22. juni 1896. 
Genik førte først gruppen til Winnipeg, derefter til Stuartburn i Manitoba, der blev det første ukrainsk-canadiske samfund i det vestlige Canada. I august søgte Genik om tilladelse til at bo i Stuartburn, men skiftede hurtigt mening og flyttede til Winnipeg. Samme måned foreslog Oleskiw, at det canadiske indenrigsministerium skulle ansætte Genik som administrator for udlændingemyndighedernes sager vedrørende Ukraine og som oversætter, når det var nødvendigt. I sin stilling , tog han imod indvandrerne i Quebec og opfordrede dem til at aflægge deres gamle traditioner.  Hans arbejdsbyrde steg betydeligt i takt med mængden af indvandrere fra Ukraine. 
I 1898 var han fuldtidsansat lønmodtager i den canadiske regering. I 1899 etablerede Genik en Taras Sjevtjenko læsesal i sit hjem og den første canadiske avis på ukrainsk, ”Den Canadiske Landmand” (Kanadyiskyi Farmer) i 1903.
Selvom Genik ikke selv var religiøs, mente han at en kristen kirke skulle oprettes uafhængig af de græsk-ortodokse og russisk-ortodokse traditioner og derfor grundlagde han en selvstændig kirke i samarbejde med Winnipegs presbyterianske kirkes præster i 1903-1904. 
Efter det føderale valg i Canada i 1911, hvor det liberale demokratiske parti tabte, mistede Genik sit arbejde og trak sig tilbage fra det offentlige liv. Han bosatte sig for en tid i USA, men vendte tilbage til Winnipeg før sin død. 
Genik var på dette tidspunkt så berømt blandt den ukrainske befolkning i Canada , at han fik tilnavnet "Den Canadiske Zar".

## Eksterne links
- «Genyk (Genik, Genyk-Berezovsky), Cyril (Kyrylo)», Dictionary of Canadian Biography 2005